# Chồng nụ chồng hoa
Chồng nụ chồng hoa được xem là trò chơi dân gian cổ nhất ở Việt Nam.

## Luật chơi
Bắt đầu chơi bằng cách chọn ra hai người chịu vào làm. Thường thì sẽ oẳn tù tì để chọn ra hai người thua cho các bạn nhảy qua và nhảy quanh.Ban đầu hai người vào ngồi đối diện, xoạc chân để bốn bàn chân chạm nhau, những người chơi nhảy qua một vòng. Các tư thế hai người đó sẽ thay đổi qua từng bàn một. Bàn tiếp theo là vẫn ngồi đối diện, co chân, chụm 4 chân vào nhau để những người chơi kia nhảy qua đó. Bàn tiếp theo: chụm 4 chân và chồng một nắm tay lên. Sau đó tiếp tục đặt thêm một nắm tay, rồi 2,3,4 của 2 người đặt lên tăng dần qua từng bàn. Rồi tiếp theo nắm tay (chính là nụ hoa trong tên trò chơi) sẽ lần lượt biến thành hoa (chính là 2 bàn tay dang rộng hết cỡ rồi xếp sao cho cho ngón út/ngón trỏ của bàn tay này phải chạm với ngón út/ngón trỏ của bàn tay kia. 1, 2, 3 rồi 4 bàn tay lần lượt biến thành "hoa" qua các bàn tăng dần. Những người chơi lần lượt phải vượt qua các mức độ (chiều cao và sự nhanh nhẹn biến tấu) của trò chơi từ dễ đến khó. Nếu có ai không vượt qua được ở một bàn nào đó thì người đó bị thua và phải vào thay thế cho một trong hai người đang làm khung hình, cứ tiếp tục như vậy. Một lưu ý nữa là ở trò chơi này khi bạn đã nhảy qua một phía so với 2 người làm thì không được bước sang phía bên kia mà không nhảy "qua mặt" họ vì nếu làm như vậy cũng coi như bạn thua và phải vào làm thay một trong hai người đó. Bàn tiếp theo là bàn nhảy vòng số 8 qua 2 người chơi. Tiếp theo là bàn thử sự nhanh nhẹn. 2 người làm nắm tay nhau trên cao đầu, người chơi phải qua bàn này bằng cách vượt qua bẫy bằng sự nhanh nhẹn. 2 người làm có quyền chụp bắt đầu người chơi khi họ vượt qua, nếu bắt được người chơi trong tư thế đang vượt qua khoảng giữa 2 người làm thì coi như người chơi thua và phải vào làm. Người chơi có thể sử dụng mọi tư thế để vượt qua, miễn là cho được đầu của họ qua 2 người làm đó, có thể cho mình qua trước, nằm, bò, trườn để qua.